# タコマ・ディファイアンス
タコマ・ディファイアンス (英語: Tacoma Defiance) はアメリカ合衆国・ワシントン州タコマに本拠地を置くサッカークラブ。メジャーリーグサッカーに所属するシアトル・サウンダーズFCのリザーブチームであり、2019年に改称するまでシアトル・サウンダーズFC 2 (英語: Seattle Sounders FC 2)と呼ばれていた。

## 歴史
クラブはタコマの野球チーム・タコマ・レイニアーズの所有者によって運営され、シアトル・サウンダーズFCによって管理されている。
一方、クラブの20％は非営利のサウンダーズコミュニティトラストを通じてファンが所有している。
このクラブは2014年に「シアトル・サウンダーズFC 2」として設立され、当初はワシントン州タックウィラのスターファイヤー・スポーツをホームスタジアムとしていた。2018年に現在のチェニー・スタジアムに移転し、翌2019シーズンにクラブ名を「タコマ・ディファイアンス」に改めた。現在、2020年代中にチェニー・スタジアム近くに新しいサッカー専用スタジアムを建設・移転することを計画している。

## 歴代所属選手
- ダミオン・ロウ 2015
- ブライアン・メレディス 2017-2019
- ロマン・トーレス 2019
- ウィル・ブライン 2019
- サード・アブドゥル＝サラーム 2019
- ジョルディ・デレム 2019-2021
- ジミー・メドランダ 2021